# Inesyt
Inesyt – minerał z grupy krzemianowej, o wzorze chemicznym Ca
2Mn
7[Si
5O
14OH]
2·5H
2O, o twardości 6 w skali Mohsa (ortoklaz).

## Właściwości
Krystalizuje w układzie trójskośnym. Pojedyncze kryształy są słupkowe lub tabliczkowe, igiełkowe, wydłużone, 1-15 mm długości. Najczęściej spotykane są sferolityczne agregaty oraz włókniste masy. Występuje w skupieniach blokowych i promienistych. Ma doskonałą łupliwość, gęstość to 3,1. Jest zabarwiony w różne odcienie różowego, spotykany jest też kolor pomarańczowobrunatny. Krawędzie są prześwitujące. Jest minerałem kruchym i przezroczystym. 

## Występowanie
Występuje w zmetamorfizowanych złożach manganu w całej Europie oraz w żyłach złota w Australii. Towarzyszą mu kalcyt, rodochrozyt, rodonit, spessartyn, hausmanit, braunit, kwarc, prehnit i natrolit. 